# Обсерваторія Кісо
Обсерваторія Кісо — астрономічна обсерваторія, в Японії, що належить Токійському університету, Міністерство освіти, науки і культури (англ. Ministry of Education, Science and Culture (MESC)).

## Історія
Обсерваторія була заснована у 1974 році і стала п'ятою за рахунком обсерваторією мережі Токійських астрономічних обсерваторій. Функціональне керівництво обсерваторією здійснює факультет природничих наук Інституту астрономії Токійського університету. Головною метою створення обсерваторії було: спостереження і дослідження різних астрономічних об'єктів як нашої Галактики, так і тих, що перебувають за її межами.

Специфіка обсерваторії полягає в тому, що вона забезпечує вільний доступ до дослідницьких інструментів, як студентам університету, так і стороннім вченим.

## Обладнання обсерваторії
В дослідженнях використовується дзеркально-лінзовий телескоп Шмідта (105~см). У 1987 та 2011 роках телескоп зазнав істотних технологічних модифікацій. Зокрема у 2011 році 2011 році телескоп був обладнаний новітнім сенсором CMOS.

Сьогодні в роботі обсерваторії використовується також другий повністю автоматичний телескоп, типу Далл-Кіркхем з діаметром отвору 30 см, K.3T (Kiso 0.3-meter Telescope).
Він в основному використовується при спостереженні за змінними зірками з метою проведення численних повторних спостережень протягом тривалих періодів часу.

## Астрономічні відкриття
Відкритий обсерваторією Кісо 22 жовтня 1976 року астероїд (2271) отримав назву, що походить від назви самої обсерваторії — Кісо. 13 жовтня 1994 року цією ж обсерваторією в головному поясі астероїдів було відкрито астероїд 29328 Хансінтайґерс.